# Molí de l'Alzina
El Molí de l'Alzina és una obra de l'Esquirol (Osona) inclosa a l'Inventari del Patrimoni Arquitectònic de Catalunya.

## Descripció
Molí de planta baixa i dos pisos. És orientada a migdia i el carener és perpendicular a la façana. A la part esquerre hi ha un cos annexa cobert a una sola vessant i que correspon al primer pis de l'edificació; a aquest cos s'hi uneix la cabanya. A migdia sobresurten uns balcons a nivell del primer pis. És construïda bàsicament amb pedra i recentment ha estat restaurada mantenint, però, l'antiga estructura.

## Història
Aquest molí pertany al patrimoni del mas les Planes i presenta una llinda amb inscripció: "VENUT A ARNALT DE PLANAS ES AL MAS PLANAS DE CABRERES PER RESTAÑEDA ES MOLI 1360 EN POSECIO BA PASA 1843 Y DIT PLANAS RESTABLI 1586 EST ANY LO RETIFICA 1858 A LLORENS ALSINA PAGES/ FRANCISCO PLANAS Y ALIBES".